# Neotephritis aberrans
Neotephritis aberrans är en tvåvingeart som först beskrevs av Ignaz Rudolph Schiner 1868.  Neotephritis aberrans ingår i släktet Neotephritis och familjen borrflugor. Inga underarter finns listade i Catalogue of Life.